# Henning von der Heyde
Henning von der Heyde (auch van der Heide; * vor 1487; † nach 1520) war ein deutscher Bildschnitzer und Maler.

## Leben
Henning von der Heyde ist für Lübeck für den vorgenannten Zeitraum urkundlich, auch durch Grundbesitz nachgewiesen. Er war vermutlich ein Schüler des Lübecker Bildschnitzers Bernt Notke. V. d. Heyde war tätig für das St.-Jürgen-Hospital und 1513 Ältermann der Malergilde.

## Werke

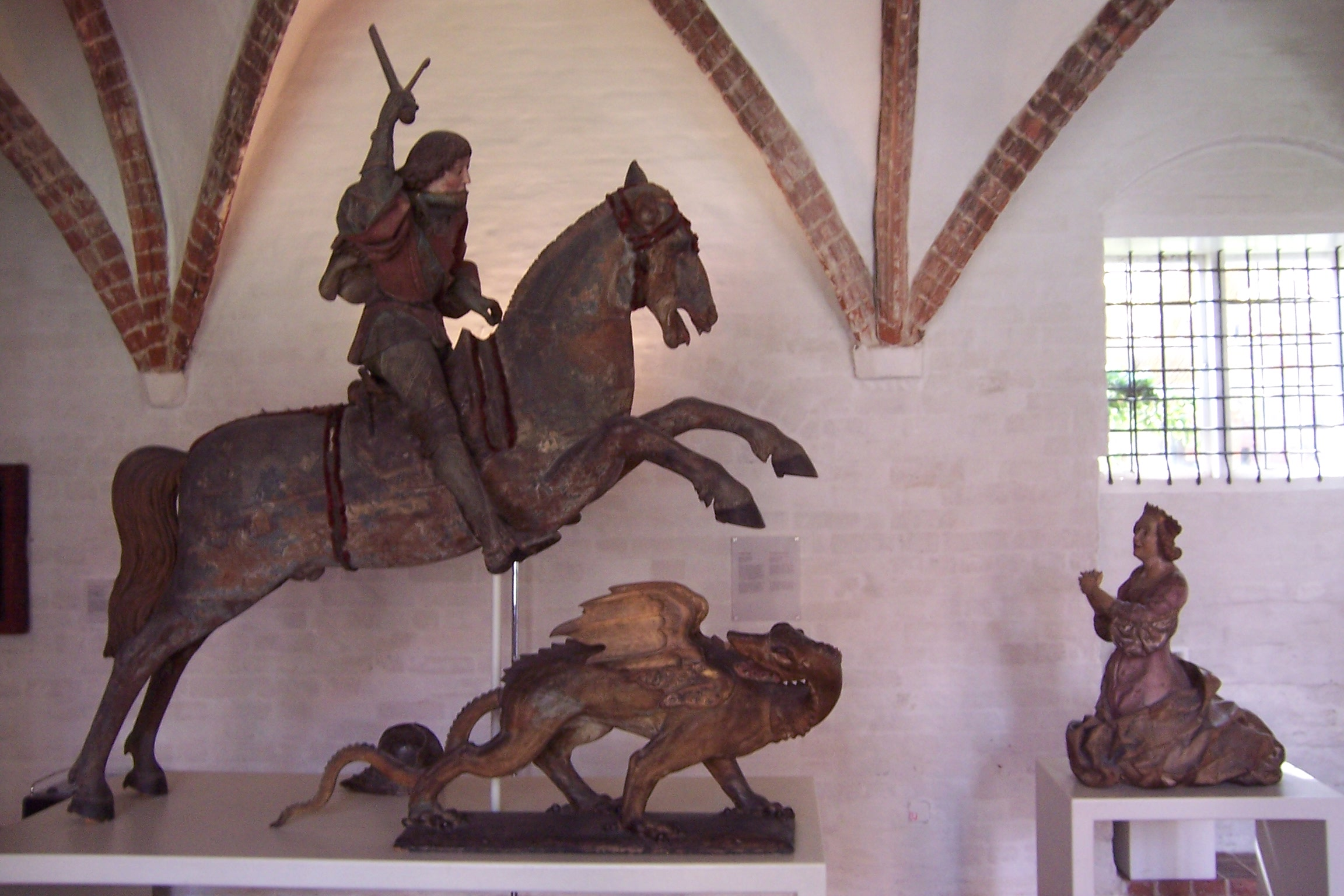
St.-Jürgen-Gruppe

Die im 3/4-Format geschaffene St.-Jürgen-(St.-Georg-)Skulpturengruppe zeigt den Heiligen Georg und die Prinzessin. Sie war ursprünglich für die alte Lübecker St.-Jürgen-Kapelle geschaffen worden und befindet sich im St.-Annen-Museum des Lübecker Museums für Kunst- und Kulturgeschichte. Der Drache ist ein Ersatz von 1619. Während der Herrschaft Jürgen Wullenwevers wurden Kapelle und Siechenhaus am 14. Oktober 1534 von aufgehetzten Anhängern des Bürgermeisters verwüstet und geplündert, wobei ein Großteil der Kunstwerke und der Einrichtung zerstört und das Gebäude selbst schwer beschädigt wurde. Das damals schon als wertvoll empfundene St. Jürgen-Standbild konnte zuvor noch in Sicherheit gebracht werden, allerdings musste man den Drachen von der Heydes zurücklassen, der deswegen vernichtet wurde. In den Jahren 1540 bis 1542 wurden Kirche und Siechenhaus wieder hergerichtet. Das Standbild des Heiligen Georg wurde 1541 mit anderen Kunstgegenständen im Nachlass des ehemaligen Ratsherrn Johann Sengestake wieder aufgefunden, restauriert und wieder an seinen alten Standort verbracht; der Bildschnitzer Hinrich Wittekop fertigte 1619 einen Ersatz für den verlorenen Drachen an, der aber im Verhältnis zu den übrigen Figuren der Gruppe sichtlich zu klein geriet. Das St. Jürgen-Standbild wurde 1646 in die neue Kapelle überführt, dann aber für zu altertümlich und unpassend für das neue Bauwerk empfunden. Man lagerte es auf dem Dachboden ein, wo es erst 1861 wieder aufgefunden wurde. Das Kunstwerk wurde in die Katharinenkirche gebracht, und der Denkmalpfleger Carl Julius Milde führte die Restaurierung durch. Seit 1915 befindet es sich im St.-Annen-Museum.
Eine durch von der Heyde geschaffene St.-Johannis-Skulptur befindet sich in der Lübecker Marienkirche.
Zugeschrieben werden seiner Werkstatt die erhaltenen Teile eines Schnitzaltars in der Marienkirche Plau am See.
Henning von der Heyde wird auch als Schöpfer des Altars der Kirche von Brændekilde und von Skulpturen in der Bischofsburg von Kuressaare genannt, die ursprünglich in der Kirche von Kaarma standen, ebenso als Schöpfer einer Skulptur des heiligen Hieronymus in der Klosterkirche von Vadstena und eines Kopfs von Johannes dem Täufer aus der Kirche von Norrby in Uppland, der sich heute im Staatlichen historischen Museum in Stockholm befindet.

## Gehilfen
Die Werkstätten des Spätmittelalters in Lübeck kamen in ihrer Produktionsweise nicht ohne eine größere Zahl von Gehilfen aus, deren jeweils eigene Handschrift für Kunsthistoriker anhand von besonders eigenen Merkmalen zugeordnet werden kann. Die fähigeren unter ihnen machten sich teilweise selbstständig. Mit von der Heyde werden als dessen Gehilfen in Verbindung gebracht:
- der Bildschnitzer des Altars von Arboga,
- der Meister des Schlutuper Altars